# 사랑 게임 (1977년 영화)
《사랑 게임》(Hra O Jablko, The Apple Game)은 체코에서 제작된 베라 치틸로바 감독의 1976년 코미디, 드라마 영화이다. 다그마르 블라호바 등이 주연으로 출연하였다.

## 출연

### 주연
- 다그마르 블라호바
- 이르지 멘젤

### 조연
- 에벨리나 스테이마로바
- 지리 코뎃